# Coxicerberus mirabilis
Coxicerberus mirabilis är en kräftdjursart som först beskrevs av Claude Chappuis och Delamare-Deboutteville 1956.  Coxicerberus mirabilis ingår i släktet Coxicerberus och familjen Microcerberidae. Inga underarter finns listade i Catalogue of Life.